# Нижанковицький район
Нижанко́вицький райо́н — колишній район Дрогобицької області, центром якого було смт. Нижанковичі.

## Історія
Спочатку територія району входила до складу Перемишльського району із центром у місті Перемишль. Оскільки значна частина території Перемишльського району увійшла до складу Польщі, то на територіях, які залишились в УРСР було утворено Нижанковицький район із центром у смт Нижанковичі. 
27 червня 1941 року Нижанковичі покинули радянські війська. 31 липня 1944 року Нижанковичами знову заволоділи радянські війська. В березні 1945 року західна частина Перемишльського району включно з містом Перемишль, а також Бірчанський район з районним центром Бірча та Ліськівський район з районним центром Лісько зі складу Дрогобицької області передано Польщі. На основі східної частини Перемишльського району, яка залишилась у складі УРСР, утворено Нижанковицький район Дрогобицької області. 
Указом Президії Верховної Ради УРСР від 23 вересня 1959 року Нижанковицький район ліквідовано, а його територію приєднано частково до Старосамбірського району і частково до Мостиського району.

## Адміністративний поділ станом на 1 вересня 1946 року
- Нижанковицька селищна рада
  - смт. Нижанковичі
  - хутір Заболотці
- Библівська сільська рада
  - село Библо
  - хутір Чищини
- Боратицька сільська рада
  - село Боратичі
  - хутір Стороневичі
- Боршевицька сільська рада
  - село Боршевичі
- Грушатицька сільська рада
  - село Грушатичі
  - хутір Саночани
- Дешицька сільська рада
  - село Дешичі
- Дроздовицька сільська рада
  - село Дроздовичі
  - хутір Вілюничі
  - хутір Мальговичі
- Зоротовицька сільська рада
  - село Зоротовичі
- Міженецька сільська рада
  - село Міженець
- Пацьковицька сільська рада
  - село Пацьковичі
- Підмостицька сільська рада
  - село Підмостичі
- Рожубовицька сільська рада
  - село Рожубовичі
- Сірокізцівська сільська рада
  - село Сірокізці

## Нижанковицький райкомКП(б)У
Одразу після приєднання території Нижанковицького району до складу УРСР почалося формування комуністичних структур. Втім, спочатку територія району входила до складу Перемишльського району. Оскільки значна частина території Перемишльського району увійшла до складу Польщі, на територіях, які залишились в УРСР, було утворено Нижанковицький район і, відповідно, Нижанковицький райком КП(б)У. В 1952 році перейменований на Нижанковицький райком КПУ. У вересні 1959 року райком було ліквідовано у зв'язку з входженням району до складу Добромильського району. Райком складався з таких структурних підрозділів: бюро (загальний відділ), організаційно-інструкторський відділ (з 1949 р. — відділ партійних, профспілкових та комсомольських організацій), сектор партійної статистики, відділ пропаганди й агітації, сільськогосподарський відділ, військовий відділ, відділ по роботі серед жінок, відділ кадрів.
- Список перших секретарів Нижанковицького районного комітету КПУ:
  - Кравець Прокопій Онуфрійович, 1945—1946
  - Сердюк Степан Іванович, 1947—1948
  - Дуліченко Микола Прокопович, 1949—1951
  - Черватюк Василь Федорович, 1952—1956

## Нижанковицький районний народний суд
У 1940 році на території теперішнього Старосамбірського району були утворені народні суди Старосамбірського, Добромильського, Нижанковицького, Стрілківського та Хирівського районів, які підпорядковувались Управлінню народного комісаріату юстиції УРСР по Дрогобицькій області. Діяльність Нижанковицького народного суду зупинилась із початком німецького наступу в червні 1941 року, відновлено її було у серпні-вересні 1944 року. У період 1945—1959 рр. штат суду складався з 6 осіб, у тому числі 2 суддів. Ними працювали Варвара Федорівна Конотоп, Драч, Середяк.

## Репресії та обмін територіями
Нижанковицький район було утворено з тої частини Перемишльського району, яка залишилась у складі УРСР. Окрім того після обміну територіями у 1945 році в місячний термін було виселено мешканців ряду сіл, які залишились на українській стороні. У Нижанковицькому районі виселенню підлягали мешканці сіл Серакізці, Мальговичі та Рожубовичі. Окрім того на українській території, що відійшла до Польщі, був відрізок залізничної колії біля Нижанкович.

## Національні меншини
Незважаючи на обмін мешканцями та територіями, район був місцем компактного проживання поляків — за даними перепису 1959 року вони становили 5,9 % населення.

## Структура і діяльністьОУНтаУПА
Адміністративний поділ, який використовувався українським підпіллям, відрізнявся від офіційно прийнятого в УРСР. Водночас повстанці мусіли пристосовуватись до ситуації, яка складалась. Зокрема з колишньої Перемишльської області не пізніше травня 1945 року до Дрогобицької округи приєднано ту частину Добромильського повіту, яка опинилася на схід від польсько-радянського кордону. З неї створено Добромильський район ОУН, який охопив за радянським поділом територію Добромильського та Нижанковицького районів Дрогобицької області УРСР.
Згодом він увійшов до Городоцької (Львівської) округи, яка складалася із трьох надрайонів — Миколаївського, Городоцького та Яворівського, до складу останнього входив також Нижанковицький район.